# Kognitivní funkce
Kognitivní funkce (někdy poznávací funkce) jsou jednou z hlavních oblastí lidské psychiky, jejich centra jsou uložena v různých částech mozku. Prostřednictvím kognitivních funkcí člověk vnímá svět kolem sebe, jedná, reaguje, zvládá různé úkoly. Myšlenkové procesy dávají člověku možnost učení, zapamatování, přizpůsobování se neustále se měnícím podmínkám okolního prostředí. Kognitivní funkce rovněž zahrnují kromě paměti i koncentraci, pozornost, řečové funkce, rychlost myšlení, schopnost pochopení informací.  K funkcím exekutivním patří schopnost posuzování a řešení problémů, plánování, organizování.  

## Členění kognitivních funkcí
Kognitivní systém je ucelenou strukturou, jednotlivé funkce na sebe navazují, jsou vzájemně propojeny a jedna bez druhé nemohou samostatně fungovat. Přesto lze jednotlivé funkce vzájemně rozlišit, jejich dělení však není vždy zcela jednoznačné. Rozlišujeme tyto kognitivní funkce:
- Paměť
- Pozornost, koncentrace
- Rychlost zpracování informací, pohotovost
- Exekutivní funkce včetně emocionální seberegulace
- Řeč, schopnost vyjadřování a porozumění
- Prostorová orientace

## Trénink kognitivních funkcí
Kognitivní funkce, které jsou uloženy v lidském mozku, je třeba trénovat, stejně jako svaly lidského těla.  Obzvláště důležité je udržovat mozek ve formě v pozdějším věku, zhruba po padesátém roce života může již docházet k častějšímu zapomínání. Ale i v mladším věku je důležitá prevence, pokud člověk zahálí, může se to projevit sníženou koncentrací, zvýšenou únavou a celkovým zhoršením kognitivních funkcí. Škodlivý je stres, nedostatek spánku, nadměrné kouření, alkohol nebo např. i nedostatek sociálních kontaktů. Tréninkové programy ovšem mohou být částečně placebo efektem.
Mozkový jogging je určen především pro mladší věkové kategorie a je zaměřen na zlepšení kognitivních funkcí, jako je zlepšení rychlosti vnímání, koncentraci, logické i verbální myšlení, kreativitu. Jedná se o cílené cvičení, které stimuluje pozitivní myšlení a rozvíjí diagonální myšlení, tzn. myšlení „napříč". Využívá se technik zapojování a koordinace pravé a levé mozkové hemisféry.
Kognitivní trénink je aktivita, která se zaměřuje na paměť a poznávací funkce. Snaží se rozvíjet pozornost, verbální fluenci, časoprostorovou orientaci, úsudek, zefektivnění práce s informacemi. Kognitivní trénink je vždy veden lektorem, programy mohou být skupinové i individuální, často bývají doplněny  o motivační trénink nebo např. návod pro zdravý životní styl.

## Techniky cvičení mozku
Mentální hry zábavnou formou posilují paměť, zlepšují funkce mozku, zvyšují jeho výkonnost a rychlost. Výsledky se dostavují v poměrně krátké době, již např. za několik týdnů lze zaznamenat zlepšení krátkodobé i dlouhodobé paměti.
Multitasking je cvičení mozku metodou střídání činností, mozek se stimuluje přeskakováním z jedné činnosti na druhou, přičemž se neunaví a přitom jsou stimulovány různé jeho oblasti. Je žádoucí tuto techniku využívat co nejčastěji, potom jsou výsledky efektivnější.
Hledání slov je vhodné  pro jemnou stimulaci mozkové aktivity. Kromě slovních puzzlí lze doporučit křížovky, anagramy, Sudoku a podobné hry. Je překvapivé, že i touto nenásilnou formou dochází k rychlému zlepšení kognitivních funkcí, a to není třeba se mu věnovat nijak často nebo dlouho - úplně postačí 15 až 20 minut denně.
Učení se novým věcem nemusí přímo znamenat náročné studium, postačí jednoduchým způsobem vyhledávat nové informace na různých webových stránkách, používat encyklopedie, např. Wikipedie. Jde o to nalézt si individuálně přijatelnou formu, což může být pro někoho internet nebo třeba odborné časopisy, případně sledování vzdělávacích programů.
Meditace je důležitá pro odpočinek, regeneraci a také uložení nových informací. Proto je důležité kromě tréninku nechat mozek také efektivně odpočívat. Jednou z možností je meditace nebo nějaká forma naprostého odpočinku a klidu alespoň deset minut každý den.
Kreativní aktivity jsou dost širokým rámcem, může se jednat o kreslení, malování, ruční práce, kreativní psaní nebo cokoliv jiného. Aktivit je na výběr bezpočet a každý si může najít činnost, která ho bude bavit. Je prokázáno, že lidé, kteří se některé z podobných aktivit pravidelně věnují, mají všeobecně lepší kognitivní funkce.
Drobné tréninkové aktivity spočívají ve vyhledávání možností, jak si mozek procvičit každý den. Snažit se zapamatovat si novou informaci, např. telefonní číslo, jména. Využívat příležitosti vyzkoušet si své kognitivní funkce. Nalézat kvízy v každodenních činnostech.